# Andy Allo
Andy Allo (sinh ngày 13 tháng 1 năm 1989) là một ca sĩ, nhạc sĩ, nghệ sĩ guitar và nữ diễn viên người Mỹ.
Cô được biết đến với sự xuất hiện của mình trong loạt phim hài kịch The Game, chương trình trò chuyện Attack of the Show!, và buổi biểu diễn âm nhạc của cô trong chương trình trò chuyện Jimmy Kimmel Live!. Allo cũng đã phát hành ba album, Unfresh, Superconductor và Hello, album cuối cùng được tài trợ thông qua PledgeMusic.

## Thời thơ ấu và giáo dục
Sinh ra ở Bamenda, Vùng Tây Bắc, Cameroon, Allo đã có hứng thú với âm nhạc từ khi còn nhỏ; Mẹ cô dạy cô chơi piano từ năm bảy tuổi. Cô cũng đã đến trường PNEU Bamenda, Cameroon. Cô là con út trong năm anh chị em. Allo giữ hai quốc tịch ở Hoa Kỳ và Cameroon và chuyển cùng chị gái Suzanne đến Sacramento năm 2000 khi mới mười một tuổi cùng ba anh chị em khác. Người mẹ Sue sinh ra ở California của cô, đã bị buộc phải quay trở lại sau khi mắc phải hội chứng mệt mỏi mãn tính. Cha của cô, Andrew Allo là một nhà sinh thái học.
Nền giáo dục Hoa Kỳ của Allo bắt đầu vào năm lớp bảy tại Trường trung học Arden ở Sacramento và cô tốt nghiệp năm 2006 tại Trường trung học cơ bản El Camino ở Sacramento. Sau trung học, Allo theo học trường Cao đẳng Cộng đồng American River ở phía bắc Hạt Sacramento. Vào thời điểm đó, Allo đã thành lập ban nhạc của riêng mình, Allo and the Traffic Jam, đôi khi biểu diễn lấy tiền boa ở góc đường 22 và J ở Sacramento.